# Igor Djoman
Igor Djoman (Clermont, 1º maggio 1986) è un ex calciatore francese, di ruolo centrocampista.